# 塞爾希伊夫卡 (尼科波爾區)
47°50′32″N 34°35′40″E / 47.84222°N 34.59444°E
塞爾希伊夫卡（羅馬化：Serhiivka）是烏克蘭中部第聶伯羅彼得羅夫斯克州尼科波爾區的村落。距離彼得里夫卡1公里，海拔高度77米，2001年人口630。